# قراسور
قراسور (به قزاقی: Karasor) یک دریاچه در قزاقستان است که در استان قراغندی واقع شده‌است.